# Aidu (Viljandi)
Aidu – wieś w Estonii, w prowincji Viljandi, gminie Viljandi. Do 20 października 2013 w gminie Paistu.
Wieś Aidu została po raz pierwszy zapisana w kronikach niemieckich jako Aidenhof. Następne archaiczne nazwy to: Aidom (1583), Aituma (1601), Aido M (1797).
Aidu to miejsce narodzin estońskiego poety, dramaturga i pisarza Mart Rauda (1903-1980) i pisarza Minni Nurme (1917-1994).